# José Manuel Barquero Vázquez
José Manuel Barquero (Orense, 10 de noviembre de 1941) es un académico y político español.

## Biografía
José Manuel Barquero es Licenciado en Derecho y Filosofía y Letras por la Universidad Complutense de Madrid, es catedrático de Filosofía en el Instituto de Enseñanza Media, Ramiro de Maeztu de Vitoria. También es profesor de Historia de la Filosofía en el Colegio Universitario de Álava y profesor tutor de Filosofía Moderna y Contemporánea en el Centro Asociado de Vitoria de la Universidad Nacional de Educación a Distancia (UNED). Casado con María de los Ángeles Zárate Ibarra, tiene tres hijos: María, José Manuel y Marisa.

### Actividad política

#### Concejal Ayuntamiento de Vitoria por Coalición Popular 1983- 1984
En 1983 es elegido concejal en el Ayuntamiento de Vitoria por Coalición Popular siendo la tercera fuerza con 12.823 votos y cuatro concejales. José Ángel Cuerda Montoya (EAJ-PNV) es elegido alcalde en la sesión constitutiva del 23 de mayo de 1983. Por la coalición AP-PDP-UL salen elegidos Clemente López-Cano, María Mercedes Usatorre, Luis Martínez Osorio y José Manuel Barquero, sustituido el 18 de abril de 1984 por Ramón Garín Fernández de Piérola.

#### Parlamentario vasco en la II y III Legislatura por Coalición Popular 1984-89
Barquero formará parte de la candidatura de Coalición Popular (AP-PDP-UL) a las elecciones al Parlamento vasco de 1984 por el territorio histórico de Álava. El candidato a lendakari será Jaime Mayor Oreja, la Coalición logra un total de 100.158 votos y siete parlamentarios constituyéndose en la cuarta fuerza política del parlamento vasco. El reparto de escaños es;cuatro por Álava, dos por Vizcaya y uno por Guipúzcoa. Florencio Aróstegui, Pedro Morales y Pablo Mosquera acompañan a José Manuel Barquero en el Parlamento Vasco. Barquero renunciará a su acta de concejal en la capital alavesa. Durante esta legislatura, Barquero es vicepresidente de la Comisión de Educación y Cultura y presidente de la Comisión de Seguimiento y Control de los Medios de Comunicación Públicos de la Comunidad Autónoma del País Vasco.
En las siguientes elecciones al Parlamento vasco del 30 de noviembre, Coalición Popular logra dos parlamentarios; Julen Guimón, candidato a lendakari, por Vizcaya y José Manuel Barquero por Álava. En esta legislatura, Barquero es vocal de las comisiones de Educación y Cultura, de Urgencia Legislativa, Reglamento y Gobierno, de Trabajo y Sanidad, y de Control Parlamentario de EITB. También es vocal de la Comisión sobre las Drogodependencias y representante del Parlamento en el Consejo Social de la Universidad del País Vasco, en el cual forma parte de 1988 a 1995. Los dos parlamentarios vascos se integrarán posteriormente en el Grupo Mixto juntos con los dos del CDS, Jesús María Viana y Alfredo Marco Tabar. La Fundación Cánovas del Castillo publicó en la colección "cuadernos de formación" una selección de sus intervenciones y propuestas titulada “Desde el Parlamento Vasco” prologada por Gerardo Fernández Albor.

#### Diputado de la IV legislatura por el Partido Popular 1989- 1993
En las elecciones generales de 1989, José Manuel Barquero es candidato al Congreso de los Diputados por Álava por el Partido Popular; partido que surge tras el congreso de Alianza Popular de enero de 1989, donde se produce su refundación, sustituyéndose la federación de partidos por un partido unificado. Barquero forma parte como vocal de la Comisión de Justicia e Interior, y es ponente de la Ponencia que estudiaba la situación del juego en España, de la Ponencia de la Proposición de Ley de la reforma del Código Civil en materia de nacionalidad, de la Ponencia sobre el Proyecto de Ley sobre Seguridad Privada y de la Ponencia sobre el Proyecto de Ley de modificación de la Ley 50/65 sobre venta de bienes a plazos. Siendo su alta en el Congreso el 21/12/1989, causa baja el 13/04/1993. Durante esta legislatura José Manuel Barquero y Antonio Merino, diputado del PP por Vizcaya, realizan una importante labor a favor de las víctimas del terrorismo.

#### Senador VI Legislatura por el Partido Popular 1996-2000
En las elecciones generales de 1996 es elegido senador por Álava en las filas del Partido Popular formando parte de las comisiones de Interior y Función Pública como secretario primero. Es portavoz de la Comisión de Educación y Cultura, y vocal de la Comisión Especial sobre el Desarrollo Económico y Social y de la Comisión de Interior y Función Pública. Además es ponente del  Proyecto de Ley por la que se modifica la Ley 1/1986 de 7 de enero, por la que se crea el Consejo General de Formación Profesional y de la Proposición de Ley de reforma del texto articulado de la Ley sobre Tráfico, Circulación de Vehículos a Motor y Seguridad Vial, aprobado por Real Decreto Legislativo 339/1990 de 2 de marzo.

#### Senador VII Legislatura por el Partido Popular 2000-2004
En las elecciones al Senado del 2000, Barquero encabeza la lista del PP por Álava. José Manuel Barquero obtiene 62.832 votos (38,2%) convirtiéndose en el senador más votado de todos los candidatos al Senado de su partido. Barquero forma parte de la Diputación Permanente del Senado como miembro suplente, así como portavoz de la Comisión de Interior y Régimen de las Administraciones Públicas, y vocal de la Comisión de Educación, Cultura y Deporte, de la Comisión de Justicia, así como vocal de la Comisión General de las Comunidades Autónomas. Participa en las Ponencias legislativas sobre el Proyecto de Ley Orgánica de Calidad de la Educación y el Proyecto de Ley Orgánica de Universidades. También participa en las Delegaciones Internacionales como vocal titular de la Delegación Española en la Asamblea de la Unión Europea Occidental, así como vocal titular también en la Delegación Española en la Asamblea Parlamentaria del Consejo de Europa, formando parte como vocal de la Comisión de Asuntos Jurídicos y Derechos Humanos de dicha institución.

#### Senador VIII Legislatura por el Partido Popular 2004-2008
Barquero es elegido por Álava en las elecciones al Senado del 2004, siendo dado de alta el 14 de marzo del 2004 y causando baja por extinción de la Diputación Permanente el 31 de marzo del 2008. Formará parte de la Mesa del Senado, siendo secretario cuarto, y miembro Titular de la Diputación Permanente del Senado. Es secretario segundo de la Comisión de Reglamento y vocal de la Comisión Constitucional y de la Comisión General de las Comunidades Autónomas. Barquero es ponente de la Proposición de Ley de modificación de la Ley 43/1998, de 15 de diciembre, de restitución o compensación a los partidos políticos de bienes y derechos incautados en aplicación de la normativa sobre responsabilidades políticas del período 1936-1939. También es presidente de la Delegación del Senado con la República de Filipinas y vicepresidente de la Delegación Española en el Grupo de Amistad con el Congreso Nacional de Chile.
En lo relativo a las Delegaciones Internacionales, es vocal Titular de la Delegación Española en la Asamblea de la Unión Europea Occidental, así como vocal Titular también en la Delegación Española en la Asamblea Parlamentaria del Consejo de Europa. Es miembro del Comité Organizador del Primer Foro Parlamentario Iberoamericano celebrado en Bilbao en 2005 y miembro titular de la delegación española en el Segundo y Tercer Foro Parlamentario Iberoamericano de Montevideo en 2006 y Valparaíso en 2007.

### Otros cargos
Barquero también formó parte del Consejo Social de la Universidad del País Vasco como representante del Parlamento hasta el año 1995, y miembro del Consejo de Administración de EITB como representante del Parlamento entre 1995 y 1996. El 3 de septiembre de 2007 le es concedida la Encomienda de Número de la Orden de Isabel la Católica. El 12 de junio del 2009, el Consejo de Ministros le otorga por Real Decreto la Gran Cruz de la Orden del Mérito Civil.

## Obras
- Desde el Parlamento Vasco. Colección Cuadernos de Formación n.º 82. Ed. Fundación Cánovas del Castillo.